# Томас Кендрік
Сер Томас Даунінг Кендрік KCB FBA FSA (1 квітня 1895 — 2 листопада 1979) — британський археолог та історик мистецтва.

## Творча біографія
Його дослідницький досвід дозволив йому дістати в 1922 році посаду асистента у відділі британських і середньовічних старожитностей Британського музею.
Спочатку Кендрік спеціалізувався на доісторичному мистецтві, у 1930-х роках звернувся до мистецтва вікінгів та англосаксонського мистецтва, для якого його два оглядові томи були стандартними посиланнями. У 1928 році він був призначений помічником хранителя в Британському музеї. У 1932 році він ввів термін «хендж» для опису серії церемоніальних пам'ятників, визначених канавами та берегами ґрунту, а не стоячим камінням.  Згодом у 1938 році він став охоронцем Департаменту британських і середньовічних старожитностей.
У 1950 році Кендрік став директором і головним бібліотекарем Британського музею і залишався на цій посаді до виходу на пенсію в 1959 році. Він вірив у прибирання музейних предметів, але це призвело до того, що численні бронзові артефакти в його відділі були надмірно очищені.
Він був палким прихильником вікторіанського мистецтва, за підтримки поета Джона Бетджемана та художника Джона Пайпера, серед інших. Нотатки Кендріка про вікторіанські вітражі були використані Ніколаусом Певснером для його серії «Будівлі Англії» (нині «Архітектурні путівники Певзнера»).
У 1951 році він був удостоєний нагороди лицаря-командора Бані.
Кендрік помер 2 листопада 1979 року в Дорчестері.

## Окремі твори
- The Axe Age: a study in British prehistory (1925)
- The Druids: a study in Keltic prehistory (1927)
- A History of the Vikings (London: Methuen, 1930).
- Anglo-Saxon Art to A.D. 900 (1938)
- The Archaeology of the Channel Islands, 2 vols. (1928–38)
- Archaeology in England and Wales, 1914—1931 (1932)
- The Presidents of the Society of Antiquaries of London: with biographical notes (1945) (with Sir James Mann)
- Late Saxon and Viking art (1949)
- British Antiquity (1950)
- The Lisbon Earthquake (1956)
- St. James in Spain (1960)
- Great Love for Icarus (1962) — a semi-autobiographical novel
- Mary of Agreda: the life and legend of a Spanish nun (1967)